# Абхазо-абазинский язык
Абазино-абхазский язык, Абхазо-абазинский язык — де-факто единый плюрицентрический язык который делиться на две литературные формы в зависимости от его диалекта, называемые традиционно абхазским и абазинским. Однако слова абхаз и абазин исторически имеют одно и тоже значение и происхождение. На сегодняшний день абхазы-абазины фактически представляют один народ и говорят на разных диалектах одного и того же языка. 

## История
Прото-абхазо-абазинский (абазский) язык отделился от единого прасеверозападнокавказского примерно в 5-6 вв. до н.э., который в свою очередь мог по предположению некоторых авторов отделиться от единого Прасеверокавказского языка.

## Диалекты
Абхазо-абазинские диалекты:
- Ашуйский (по осет. тапантский).
- Ашхарский.
- Садзский.
- Ахчыпсы-Псхувский.
- Бзыпский.
- Абжуйско-мырзаканский.
- Цебельдино-дальский.
- Гумское наречие.

Наиболее архаичными диалектами считаются ашхарский и бзыпский.